# SOCIEDAD GASTRONOMICA
『SOCIEDAD GASTRONOMICA』（ソシエダ・ガストロノミカ）は、2020年4月4日から同年9月26日までJ-WAVEで放送されていたラジオ番組。

## 概要
食をテーマにしたトーク番組で、毎週土曜 18:00 - 18:54（日本標準時）に放送。ナビゲーターはモデルの横山エリカが、インタビュアーはホイチョイ・プロダクションズ代表の馬場康夫が務めていた。
番組は、毎回料理人や美食家などをゲストに招き、彼らが食について語り合う模様を放送。また、聴けば料理をしたくなる・料理がはかどると番組側が考える音楽もかけていた。各回で話題にする料理は、実際にゲストの料理人に作って出してもらっていた。
番組タイトルは、スペインのサンセバスチャンで料理好きの男たちが開く美食会の名に由来し、それをラジオで再現することが番組のコンセプトになっていた。ナビゲーターである横山には「若女将」、インタビュアーである馬場には「片付け係」という呼称が与えられていた。